# Shelagh McDonald
Pour les articles homonymes, voir McDonald.
Shelagh McDonald est une auteure-compositrice-interprète écossaise de musique folk.

## Biographie
Shelagh McDonald s'est fait connaître au début des années 1970 avec deux disques, Shelagh McDonald Album (1970) et Stargazer (1971). Elle a ensuite soudainement disparu. La sortie de ses anciens enregistrements sous forme de compilation en 2005 a attiré l'attention du journaliste Charles Donovan, qui écrit alors un article dans The Independent, s'interrogeant sur le sort de la chanteuse. La presse écossaise s'étant intéressée à son tour à sa disparition, Shelagh McDonald est réapparue pour raconter son histoire. Sa disparition est due à un bad trip après une prise de LSD, qui l'a soumise à des hallucinations durant plusieurs semaines, et lui a demandé plus de 18 mois pour récupérer une santé et un psyché normaux, et qui a surtout complètement ruiné sa voix. Elle a mené ensuite une vie nomade à travers l'Écosse pendant plusieurs décennies avec son compagnon.
Depuis la mort de dernier en 2012, sur ses encouragements, Shelagh McDonald s'est remise à la chanson. Elle a sorti un troisième disque, en déclarant avoir simplement refermé une parenthèse de 40 ans.

## Discographie
- 1970 : Shelagh McDonald Album, B&C Records
- 1971 : Stargazer, B&C Records
- 2005 : Let No Man Steal Your Thyme, Sanctuary Record
- Parnassus Revisited

## Sources
- (en) Ian Anderson, « Shelagh McDonald - Return Journey », sur frootsmag.com, fRoots (en), novembre/décembre 2012 (consulté le 12 septembre 2015), numéro 353/354.